# Peter Struck (Erziehungswissenschaftler)
Peter Struck (* 1942 in Hamburg) ist Professor i. R. für Erziehungswissenschaft an der Universität Hamburg.

## Leben
Struck hat Pädagogik, Biologie und Kriminologie studiert. Er war zehn Jahre Volks- und Realschullehrer und danach vier Jahre lang Schulgestalter in der Behörde für Schule, Jugend und Berufsbildung in Hamburg. Von 1979 bis 2007 hatte er eine Professur für Erziehungswissenschaft mit den Arbeitsschwerpunkten Sozial- und Schulpädagogik, Bildungspolitik, Jugendforschung, Familienerziehung und Medienpädagogik.
Struck hat populäre Bücher verfasst, in denen er den Schulen völlig verfehlte Ausrichtungen vorwirft. So bekämpft er das Fachlehrerprinzip und fordert den sozial engagierten Klassenlehrer, der auch etwas von Ernährung, Bewegung, Verhaltensstörungen, Gewalt- und Suchtprävention sowie Medienerziehung versteht.
Mit Verweis auf Ergebnisse der Hirnforschung fordert Struck eine Lernkultur, die z. B. berücksichtigt, dass Kinder am besten zu zweit lernen, d. h. wenn sie anderen das zu Lernende erklären bzw. sie es von Gleichaltrigen erklärt bekommen.
«Klassen müssten deshalb zu Lernfamilien mit Werkstattcharakter gewandelt werden, Schulen zu Lerndörfern. Kinder lernen besser durch eigenes Handeln und Sprechen als durch Zuhören. Nötig sei auch eine andere Fehlerkultur, da Kinder über Um- und Irrwege lernen. Noten sollen erst ältere Jugendliche erhalten.» Die Informationsvermittlung könne den Neuen Medien anvertraut werden, dafür sollten mehr Projektarbeit und Förderung von Sozialkompetenz geleistet werden. 
Struck wurde häufig als Erziehungsexperte in den Medien befragt und konnte dadurch seine Thesen breit darstellen. In wissenschaftlichen Fachkreisen sind seine Publikationen und Thesen sehr umstritten, da sie selten auf sorgfältiger wissenschaftlicher Empirie beruhen, vielmehr Eindrücke, Vermutungen und scheinplausible Behauptungen wiedergeben.

## Veröffentlichungen
- Die Hauptschule (1979)
- Projektunterricht (1980)
- Pädagogik des Klassenlehrers (1981)
- Erziehung gegen Gewalt (1994)
- Neue Lehrer braucht das Land (1994)
- Zuschlagen, zerstören, Selbstzerstören – Wege aus der Spirale der Gewalt. Wissenschaftliche Buchgesellschaft Darmstadt, Darmstadt 1995, ISBN 3-534-80174-1.
- Netzwerk Schule. Mit dem Computer das Lernen lernen. dtv, München 2001, ISBN 3-423-36239-1.
- Wie schütze ich mein Kind vor Gewalt in der Schule? Eichborn, Frankfurt am Main 2001, ISBN 3-8218-1648-1.
- Die 15 Gebote des Lernens – Schule nach PISA. Primus Verlag, Darmstadt, 20041, 20114, ISBN 978-3-89678-608-1.
- Das Erziehungsbuch. Primus, Darmstadt 2005, ISBN 3-89678-554-0.
- Elternhandbuch Schule. Primus, Darmstadt 2006, ISBN 3-89678-585-0.
- Gegen Gewalt. Primus, Darmstadt 2007, ISBN 978-3-89678-592-3.
- Lehrer der Zukunft: Vom Pauker zum Coach. Primus, Darmstadt 2007, Wissenschaftliche Buchgesellschaft, Neuauflage 2009, ISBN 978-3-89678-622-7.
- Lernen lernen: Bildung und Erziehung nach Pisa. Primus, Darmstadt 2009.